# Otar Martsvaladze
Otar Martsvaladze (Georgisch: ოთარ მარცვალაძე) (Tbilisi, 14 juli 1984) is een voetballer uit Georgië, die sinds 2011 onder contract staat bij het Russische Volga Nizjni Novgorod. Met WIT Georgia won hij in 2004 de Georgische landstitel.

## Interlandcarrière
Martsvaladze speelde sinds 2006 in totaal veertien officiële interlands (twee doelpunten) voor het Georgisch voetbalelftal. Hij maakte zijn debuut voor de nationale ploeg op 1 maart 2006 in de vriendschappelijke interland tegen Malta, die met 2-0 werd gewonnen. Hij maakte in dat duel het openingsdoelpunt.
| Interlanddoelpunten | Interlanddoelpunten | Interlanddoelpunten | Interlanddoelpunten | Interlanddoelpunten | Interlanddoelpunten | Interlanddoelpunten |
| #                   | Datum               | Locatie             | Tegenstander        | Goal(s)             | Uitslag             | Wedstrijd           |
| ------------------- | ------------------- | ------------------- | ------------------- | ------------------- | ------------------- | ------------------- |
| 1                   | 01/03/2006          | Malta               | Malta               | 8'                  | 0–2                 | Oefeninterland      |
| 2                   | 19/11/2008          | Boekarest, Roemenië | Roemenië            | 11'                 | 2–1                 | Oefeninterland      |

## Erelijst
WIT Georgia
- Georgisch landskampioen

2004
 Volga Nizjni Novgorod
- Topscorer Russische Eerste Divisie

2010 (21 treffers)